# Arhitektura u 1866.
◄◄ | ◄ | 1863. | 1864. | 1865. | 1866.  | 1867. | 1868. | 1869. | ► | ►►
Arhitektura • Astronomija • Biologija • Fotografija • Glazba • Kazalište • Kemija • Kiparstvo • Knjige • Književnost • Kršćanstvo • Meteorologija • Medicina • Planinarstvo • Politika • Pravo • Promet • Slikarstvo • Šport • Znanost • Željeznički promet
Arhitektura u 1866.

## Hrvatska i u Hrvata

### Zgrade i druge građevine
- pravoslavna Saborna crkva Preobraženja Gospodnjeg u Zagrebu, završetak gradnje

## Vanjske poveznice
|  | Zajednički poslužitelj ima još gradiva o temi Arhitektura u 1860-im |